# Hasarius mahensis
Hasarius mahensis är en spindelart som beskrevs av Fred R. Wanless 1983 [1984. Hasarius mahensis ingår i släktet Hasarius och familjen hoppspindlar. Inga underarter finns listade i Catalogue of Life.